# انانیموس
انانیموس (به انگلیسی: اِنانِمِس؛ Anonymous) به معنای ناشناس یا گمنام، به گروه و جنبش اجتماعی نامتمرکز از کنشگران و رخنه‌کنشگران بین‌المللی گفته می‌شود. این جنبش و گروه به‌طور ناشناس فعالیت می‌کند و بنابر گفته خود این گروه، انانیموس جنبشی سیال است، که هرکسی می‌تواند عضو آن شود. این جنبش در جهان غرب عمدتاً به دلیل حملات سایبری مختلف خود علیه چندین دولت، مؤسسات دولتی و سازمان‌های دولتی، ابر شرکت‌ها و کلیسای ساینتولوژی شناخته شده است.
ریشه این گروه به سال ۲۰۰۳ در وبگاه ۴چن برمی‌گردد. این گروه از صورتک گای فاکس به‌عنوان نماد انانیموس استفاده می‌کنند. اعضای ناشناس (معروف به anons) گاهی می‌توانند با استفاده از ماسک‌های گای فاکس به سبک نمایش داده شده در رمان گرافیکی و فیلم V for Vendetta در ملاء عام متمایز شوند. برخی از آنون‌ها نیز تصمیم می‌گیرند صدای خود را از طریق تغییر دهنده صدا یا برنامه‌های تبدیل متن به گفتار پنهان کنند.
در شکل اولیه خود، این جنبش توسط یک جامعه آنلاین نامتمرکز پذیرفته شد که به‌طور ناشناس و به شیوه‌ای هماهنگ عمل می‌کرد. این جنبش در ابتدا معمولاً به سمت یک هدف کاملاً مورد توافق خود و عمدتاً بر سرگرمی متمرکز بود. با شروع پروژه چنولوژی در سال ۲۰۰۸ - مجموعه‌ای از اعتراض‌ها، شوخی‌ها و هک‌ها که کلیسای ساینتولوژی را هدف قرار می‌دادند - گروه Anonymous به‌طور فزاینده‌ای با هکتیوییسم مشترک در تعدادی از مسائل در سطح بین‌المللی مرتبط شد. افرادی که مدعی همسویی با Anonymous هستند، دست به اعتراض و اقدامات دیگری زدند (از جمله اقدام مستقیم) در انتقام از کمپین‌های متمرکز بر حق چاپ توسط انجمن‌های تجاری صنعت فیلم و ضبط. هدف‌های بعدی هکتیویسم انانیموس شامل سازمان‌های دولتی ایالات متحده، ایران، اسرائیل، تونس، اوگاندا داعش؛ و دیگران بود. وبگاه‌های پورنوگرافی کودکان; آژانس‌های حمایت از حق تکثیر؛ کلیسای باپتیست Westboro ; و شرکت‌هایی مانند پی پال، مسترکارت، ویزا و سونی نیز از اهداف این جنبش و گروه بوده‌اند. Anonymous به‌طور علنی از ویکی لیکس و جنبش اشغال حمایت کرده است. گروه‌های مرتبط LulzSec و Operation AntiSec حمله‌های سایبری را علیه سازمان‌های دولتی، رسانه‌ها، شرکت‌ها، پیمانکاران نظامی، پرسنل نظامی و افسران پلیس ایالات متحده انجام دادند که سبب افزایش توجه مجریان قانون به فعالیت‌های این گروه‌ها شد. این گروه با زیاد کردن بار ترافیک وبسایت مورد هدف آن را از فعالت بازمی‌دارند. این گروه اطلاعات شخصی دونالد ترامپ را هک و سپس پخش کرده است، این گروه با گروه Kkk مقابلاتی را با انجام رسانده، این گروه در سال ۲۰۱۵ میلادی بیش از ۲۰۰۰۰ اکانت تویترداعش را از بین برده و هچنین بعد از کشته شدن مهسا امینی و صورت‌گیری انقلاب مهسا شرکت‌هایی که در سانسور مشارکت داشتند و سایت‌های دولتی مثل وبسایت اطلاع‌رسانی سخنگوی دولت، وبسایت ریاست جمهوری، وبسایت صدا و سیما، وبسایت پزشکی و قانونی، سایت شهرداری تهران، وبسایت وزارت فرهنگ و ارشاد و وبسایت بانک مرکزی را هدف قرار دادند.
ده‌ها نفر به دلیل دست داشتن در حمله‌های سایبری Anonymous در کشورهایی از جمله ایالات متحده، بریتانیا، استرالیا، هلند، اسپانیا، هند و ترکیه دستگیر شده‌اند. ارزیابی اقدامات و اثربخشی این گروه بسیار متفاوت است. حامیان این گروه آن را «مبارزان آزادی» و رابین هودهای دیجیتال نامیده‌اند، در حالی که منتقدان آنها را به‌عنوان «اوباش و جمعیت لینچ سایبری» یا «تروریست‌های سایبری» توصیف کرده‌اند. در سال ۲۰۱۲، تایم، Anonymous را یکی از " ۱۰۰ فرد تاثیرگذار " در جهان نامید. نمایه رسانه‌ای Anonymous تا سال ۲۰۱۸ کاهش یافت، اما این گروه در سال ۲۰۲۰ دوباره ظهور کرد تا از اعتراضات جورج فلوید و وقایع دیگر حمایت کند. این گروه در حال حاضر یکی از قوی ترین گروه های هکری دنیاست . 

## فلسفه
اعضای آن معمولاً از عبارت تبلیغاتی ما فراموش نمی‌کنیم، ما نمی‌بخشیم، منتظرمان باشید. We do not forget.We do not forgive. Expect us. استفاده می‌کنند.به دلیل بی‌رهبر بودن هیچ کاری را نمی‌توان به کل اعضا ارتباط داد.اختلاف عقیده داشتن در گروه عادی است.
یک وبگاه مرتبط با این گروه آن را به عنوان «یک گردهمایی اینترنتی» با «ساختار فرماندهی بسیار شل و سست و نامتمرکز که بیش از دستورالعمل‌ها بر اساس ایده کار می‌کند» توصیف کرده است.

به شکل کلی انان‌ها با سانسور و کنترل اینترنت مخالفند و اکثر کارهایشان هدف را دولت‌ها، سازمان‌ها، و شرکت‌هایی قرار می‌دهد که آنها را متهم به سانسور می‌کنند، انان‌ها خیلی زود از جنبش اشغال و بهار عرب حمایت کردند.
ما یک گروه از نفراتی در اینترنت هستیم که احتیاج به یک رسانه برای کارهایی که می‌خواهیم بکنیم داریم، که در جامعهٔ معمولی نمی‌توانستیم انجام بدهیم.. تقریباً کل هدف همین است، هرکاری می‌خواهی بکن، عبارتی معمول هست «برای لولز (Lulz) این کارها را می‌کنیم».

ترنت پیکاک - سرچ انجین - ۷ فوریه ۲۰۰۸

## تاریخ

### هجوم‌های ۴چن (۲۰۰۳–۲۰۰۷)
در سایت ۴چن کاربران قسمت /b/ در شوخی‌های جمعی یا هجوم‌ها شرکت می‌کردند.

### دانشنامه دراماتیک (۲۰۰۴–اکنون)
وبسایت دانشنامه دراماتیک ۲۰۰۴ ابتدا برای نوشتن ماجراها و داستان‌های کاربران لایوجورنال ساخته شد اما توسط انانیموس برای نقیضه‌گویی و دیگر هدف‌ها استفاده شد.

### پروژه چنولوژی (۲۰۰۸)
انانیموس مجموعه اقداماتی ضد کلیسای ساینتولوژی انجام داد که به نام پروژه چنولوژی معروف شد.

### عملیات تقاص (۲۰۱۰)
۸ و ۹ دسامبر حمله‌ها منجر به پایین کشیدن یک ساعته پی پال شدند. وبسایتهای ویزا و مسترکارد را هم مختل کردند.

### ۲۰۰۹
انانیموس و پایرت بی سایت پیدا کردن ایرانیان تویتر ساختند.

### ۲۰۱۱–۲۰۱۲
در دسامبر سال ۲۰۱۱ میلادی، گروهی از هکرهای موسوم به «گروه آنانیموس» موفق به هک نام و اطلاعات و همچنین کارت‌های اعتباری هزاران مشتری شرکت استراتفور شدند. این اسناد توسط سایت افشاگر ویکی‌لیکس منتشر شد.

### ۲۰۱۵
در ۱۶ نوامبر ۲۰۱۵ به دنبال حملات نوامبر ۲۰۱۵ پاریس، انانیموس علیه داعش اعلان جنگ کرد و در روز پس آن موفق شد تا ۵۵۰۰ حساب توییتر متعلق به داعش را با تصاویر همجنسگرایان هک کند.

### ۲۰۱۶
از دیگر حمله‌های این گروه با نام کاربری cool_anonymous_world در تاریخ ۱۴ سپتامبر ۲۰۱۶ سبب شد که ۲۰۰۰۰ از سایت‌های انگلیس و اسراییل از کار انداخته شود.
در روزهای کریسمس سال ۲۰۱۶، وبگاه‌های بانک‌های ترکیه و برخی وبگاه‌های دولتی آن، مورد حملات اختلال سرویس توزیع‌شده (DDOS) قرار گرفت و حتی در برخی نقل و انتقالات بانکی نیز، اختلال به وجود آمد.

### ۲۰۲۰
فوریه ۲۰۲۰ انانیموس وبسایت سازمان ملل را هک کرد و یک صفحه برای تایوان ایجاد کرد، کشوری که از ۱۹۷۱ عضویت سازمان ملل ندارد، داخل صفحهٔ هک‌شدهٔ پرچم تایوان، نشان کومینتانگ، پرچم استقلال تایوان و لوگوی انانیموس به همراه نوشته گذاشته شده بود، سرور هک‌شده متعلق به اداره امور اجتماعی و اقتصادی سازمان ملل UNDESA بود.

### ۲۰۲۲
در ۲۵ فوریه ۲۰۲۲، حساب‌های توییتر مربوط به آنانیموس اعلام کردند که آن‌ها «عملیات سایبری» علیه روسیه را در تلافی حمله به اوکراین که توسط ولادیمیر پوتین رئیس‌جمهور روسیه انجام شده است را آغاز کرده‌اند. این گروه بعداً به‌طور موقت وبگاه‌هایی مانند آرتی و وبگاه وزارت دفاع روسیه را از کار انداخت.
در تاریخ ۲۰ سپتامبر ۲۰۲۲ گروه انانیموس در حساب توییتر خود اعلام کردند که حمله سایبری علیه حکومت ایران را آغاز کرده‌اند. دلیل این حرکت کشته شدن مهسا امینی به دست نیروهای گشت ارشاد ایرانی و ظلم به زنان در حکومت اسلامی بوده است. این گروه در توییت خود اعلام کرده‌اند: «ما از عزم شما برای صلح در برابر بی رحمی و قتل‌عام حمایت می‌کنیم. ما می‌دانیم که عزم شما نه از انتقام، بلکه ناشی از اشتیاق شما به عدالت است. همه ستمگران در برابر شجاعت شما سقوط خواهند کرد زنده باد زنان آزاده ایرانی»

## گروه‌های مرتبط

### لولزسک LulzSec
ژوئن ۲۰۱۱ اعضای گروه مسئولیت حمله ضد سونی پیکچرز را قبول کردند، که اطلاعاتی شامل نام‌ها پسوردها ایمیل‌ها آدرس و تاریخ تولد هزاران نفر را برداشته بود.لولزسک ایمیل و پسورد یک تعداد کاربران سایت سنای ایالات متحده را منتشر کرد.

### آنتی سک AntiSec
آنتی سک میلیون‌ها ایمیل انانیموس را برای ویکی لیکس فرستاد.

## تحلیل
شرکت مکافی در گزارش ۲۰۱۳ نوشت که پیچیدگی فنی انانیموس در حال کم شدن بود، و در حال از دست دادن حامیانش به دلیل ناهماهنگی و عدم شفافیت در عملیات‌ها بود.

## رسانه‌ها
سریال درامای شبکه یو اس ای نتورک، مستر ربات از انانیموس و لولزسک الهام گرفته است.
در سریال تلویزیون ابتدایی یک مجموعه هکتیویست به نام «everyone به معنی همه» در سریال نقش دارد که شبیه به انانیموس است.